# Carolina Herrera
Carolina Herrera nata María Carolina Josefina Pacanins y Niño ed anche conosciuta come Marchesa di Torre Casa (Caracas, 8 gennaio 1939) è una stilista venezuelana.

## Biografia
María Carolina Josefina Pacanins y Niño è nata nel gennaio 1939 a Caracas, Venezuela, da Guillermo Pacanins Acevedo, ufficiale dell'aeronautica ed ex governatore di Caracas, e María Cristina Niño Passios. Sua nonna, molto mondana, l'ha introdotta nel mondo della moda, portando la giovane Carolina alle sfilate di Balenciaga e acquistando i suoi abiti da Lanvin e Dior. Herrera ha detto: "Il mio occhio era abituato a vedere cose belle".

## Carriera
Nel 1965 Herrera iniziò la sua carriera lavorando come pubblicista per Emilio Pucci, fiorentino e caro amico di famiglia. Ha iniziato a lavorare presso la boutique di Caracas di Pucci e si è trasferita a New York nel 1980. Frequentando spesso Mick, Bianca Jagger e Andy Warhol, allo Studio 54, è diventata famosa per il suo stile drammatico. È apparsa per la prima volta nella International Best Dressed List nel 1972, poi è stata eletta nella sua Hall of Fame nel 1980. Laureatasi al Fashion Institute of Technology, nel 1981, la sua amica Diana Vreeland, allora caporedattore di Vogue, suggerì a Carolina di disegnare una linea di abbigliamento. 
Lo ha fatto fondando la casa di moda che porta il suo nome e facendo realizzare campioni a Caracas. Ha debuttato con la sua collezione al Metropolitan Club di Manhattan con grande successo di critica. Prima di allora era considerata una delle donne più eleganti del mondo. Le tre più importanti boutique della casa si trovano a New York, a Los Angeles e a Dallas. Nel 2008, Carolina Herrera ha lanciato un nuovo marchio chiamato CH Carolina Herrera.
Ha creato e ideato il vestito indossato, durante la scena del matrimonio, da Kristen Stewart per il film The Twilight Saga: Breaking Dawn - Parte 1
Molti dei suoi abiti e accessori sono indossati e utilizzati da regine e principessa d’Europa, tra cui Letizia di Spagna e Catherine, principessa del Galles, contribuendo a rendere il marchio apprezzato in tutto il mondo.
Herrera è sposata con Reinaldo Herrera Guevara, Marchese di Torre Casa, editor della rivista Vanity Fair, dal quale ha avuto due figlie. In precedenza è stata sposata con Guillermo Behrens Tello, dal quale aveva già avuto altre due figlie. Carolina Herrera è anche ambasciatrice delle Nazioni Unite.